# Hincador de pilotes

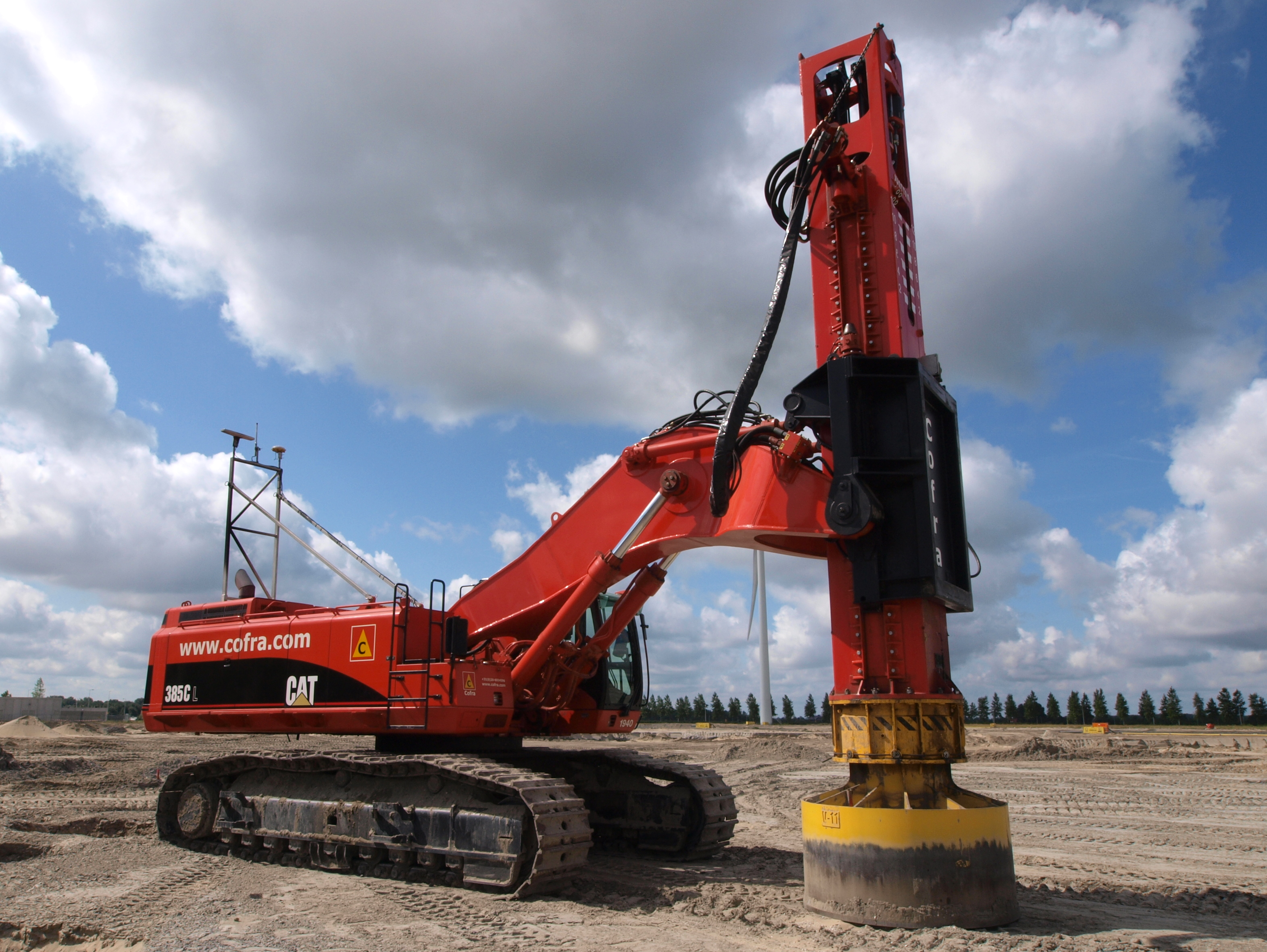
Vehículo Caterpillar con hincador de pilotes

Un hincador de pilotes es un dispositivo que se utiliza para clavar pilotes en el suelo con el fin de proporcionar soporte a los cimientos de edificios u otras estructuras. El término también se utiliza en referencia a los miembros del equipo de construcción que trabajan con equipos de hincado de pilotes. Un tipo de martinete utiliza un peso colocado entre guías para que pueda deslizarse verticalmente. Se coloca encima de un pilote. Se eleva el peso, lo que puede implicar el uso de un sistema hidráulico, de un motor diésel, de una máquina de vapor o de mano de obra. Cuando el peso alcanza su punto más alto, se suelta y cae golpeando al final de su caída la parte superior del pilote, clavándolo en el suelo.

## Historia

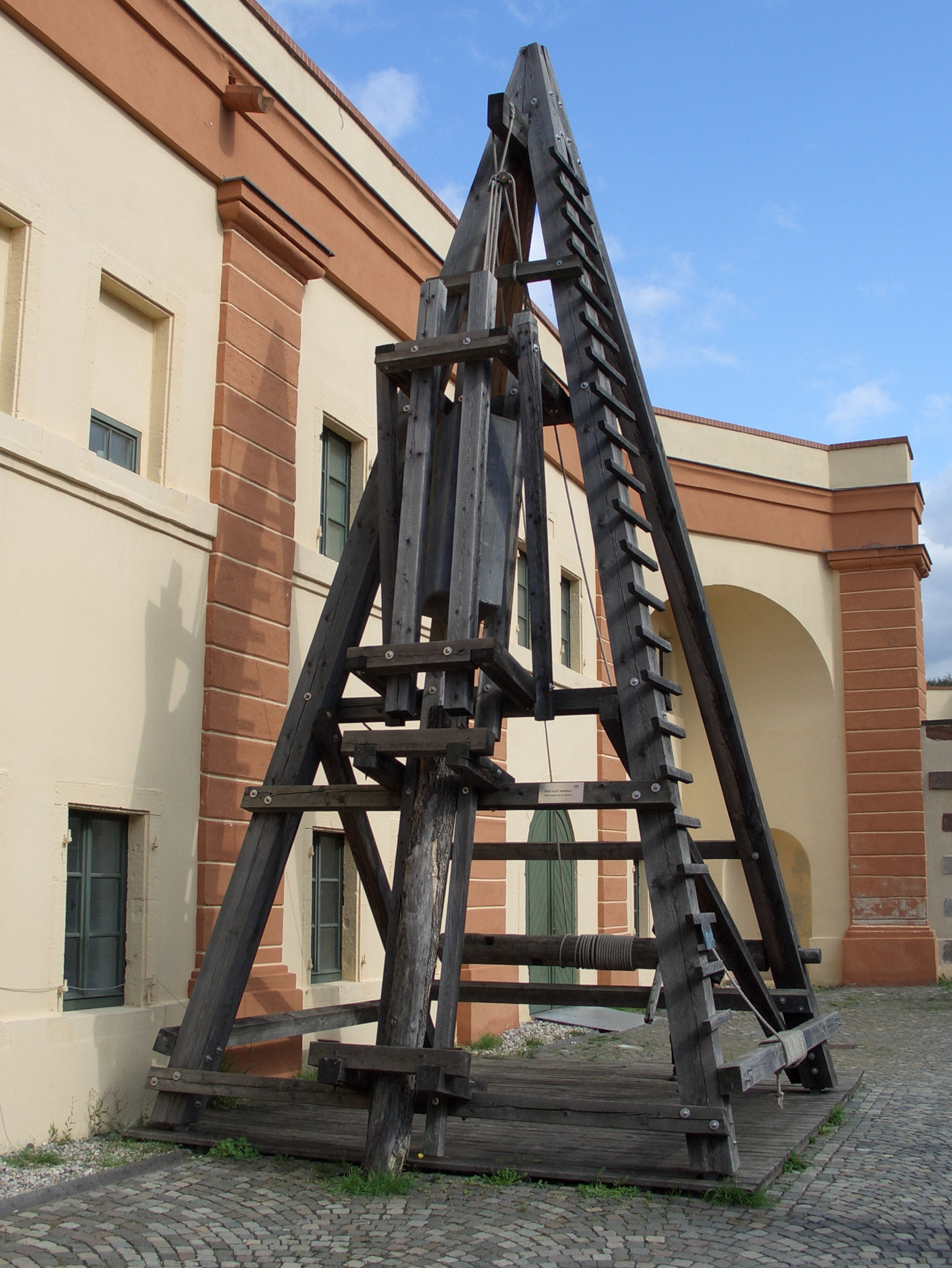
Hincador de pilotes romano (réplica) utilizado en la construcción del Puente de Julio César en el Rin (55 a. C.)

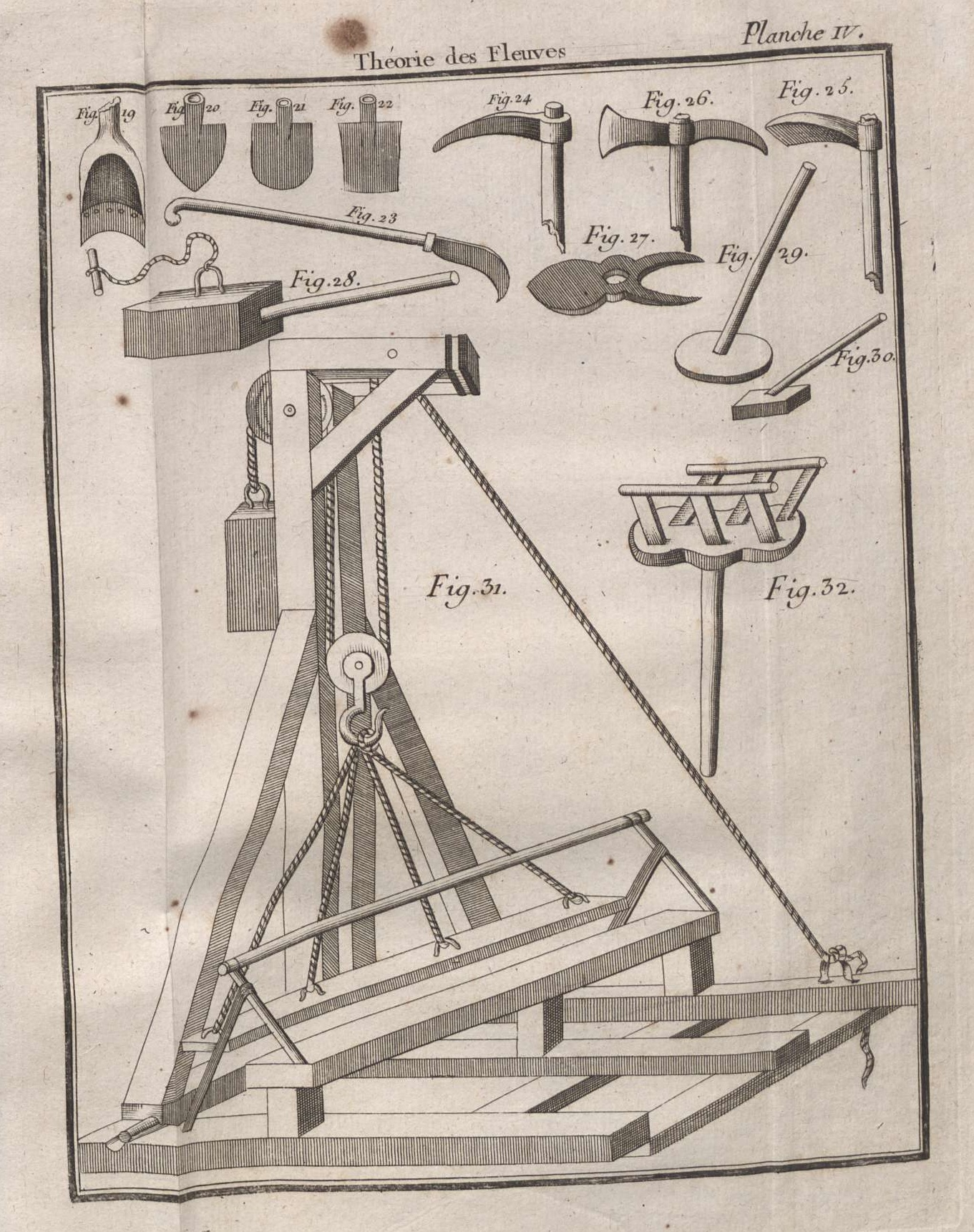
Hincador de pilotes del, de Abhandlung vom Wasserbau an Strömen, 1769

Hay una serie de reivindicaciones sobre la invención del martinete. Un dibujo mecánicamente sólido de un hincador de pilotes apareció ya en 1475 en el tratado Trattato di Architectura de Francesco di Giorgio. Además, ha sido atribuido a varios otros inventores prominentes: James Nasmyth (hijo de Alexander Nasmyth), quien inventó un hincador de pilotes a vapor en 1845, el relojero James Valoue, Count Giovan Battista Gazzola, y Leonardo da Vinci, de forma que a todos ellos se les ha atribuido el mérito de haber inventado el dispositivo. Sin embargo, hay pruebas de que se utilizó un dispositivo comparable en la construcción de Crannogs en Oakbank y el Lago Tay en Escocia ya hace 5000 años. En 1801, a John Rennie se le ocurrió la idea de un martinete de vapor en Gran Bretaña. A Otis Tufts se le atribuye la invención del martinete de vapor en los Estados Unidos.

## Tipos

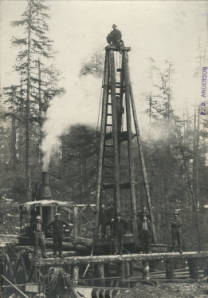
Hincadores de pilotes, 1917

Los antiguos equipos de hincado de pilotes utilizaban mano de obra humana o animal para levantar pesos, generalmente por medio de poleas, y luego soltaban el peso sobre el extremo superior del pilote. Los equipos modernos de hincado de pilotes utilizan varios métodos para elevar el peso y guiar el pilote.

### Martillo diésel
Un martillo de pilotes diésel moderno consiste de un gran motor diésel de dos tiempos. El peso es el pistón y el aparato que se conecta a la parte superior del pilote es el cilindro. El hincado de pilotes se inicia elevando el peso; por lo general, un cable de la grúa que sostiene el martinete este desplazamiento aspira aire al interior del cilindro. Se inyecta combustible diésel en el cilindro. Se deja caer el peso mediante un mecanismo de liberación rápida. El peso del pistón comprime la mezcla de aire/combustible, calentándola hasta el punto de ignición del combustible diésel. La mezcla se enciende, transfiriendo la energía del peso que cae a la cabeza del pilote y elevando el peso. El ascenso del peso aspira aire fresco y el ciclo continúa hasta que el combustible se agota o el operador lo detiene.
De un manual del ejército sobre martillos hincadores de pilotes: 
"La puesta en marcha inicial del martillo requiere que el pistón (ariete) se eleve hasta un punto en el que el disparo libere automáticamente el pistón y permita que caiga. A medida que el pistón cae, activa la bomba de combustible, que descarga una cantidad medida de combustible en la bandeja de bolas del bloque de impacto. El pistón que cae bloquea los puertos de escape y comienza la compresión del combustible atrapado en el cilindro. El aire comprimido ejerce una fuerza de precarga para sujetar el bloque de impacto firmemente contra la tapa de arrastre y el pilote. En la parte inferior de la carrera de compresión, el pistón golpea el bloque de impacto, atomizando el combustible e iniciando el movimiento de hincado del pilote. En el instante después de que el pistón golpea, el combustible atomizado se enciende y la explosión resultante ejerce una fuerza mayor sobre el pilote que ya se mueve, empujándola hacia el suelo. La reacción de la explosión que rebota de la resistencia del pilote impulsa el pistón hacia arriba. A medida que el pistón se eleva, los puertos de escape se abren y liberan los gases de escape a la atmósfera. Una vez que el pistón detiene su movimiento ascendente, vuelve a caer por gravedad para iniciar otro ciclo."

### Sistemas de cables verticales
Los sistemas con cables de recorrido vertical vienen en dos formas principales: tipos de derivación de caja y de conexión. En estos sistemas un motor eléctrico tracciona un cable unido al peso elevándolo por una corredera, al llegar a su punto superior, el embrague del motor se desconecta y el peso cae impactando sobre el pilote. Los cables de caja son muy comunes en el sur de los Estados Unidos y los cables de spud son comunes en el norte de los Estados Unidos, Canadá y Europa.

### Martillo hidráulico
Un martillo hidráulico es un tipo moderno de martillo para pilotes que utiliza en lugar diésel un sistema hidráulico para hincar tubos de acero, hormigón prefabricado y pilotes de madera. Los martillos hidráulicos son más aceptables para el medio ambiente que los martillos más antiguos y menos eficientes, ya que generan menos ruido y contaminantes. En muchos casos, el ruido dominante es causado por el impacto del martillo sobre el pilote, o los impactos entre los componentes del martillo, por lo que el nivel de ruido resultante puede ser similar al de los martillos diésel.

### Hincado mediante actuador hidráulico

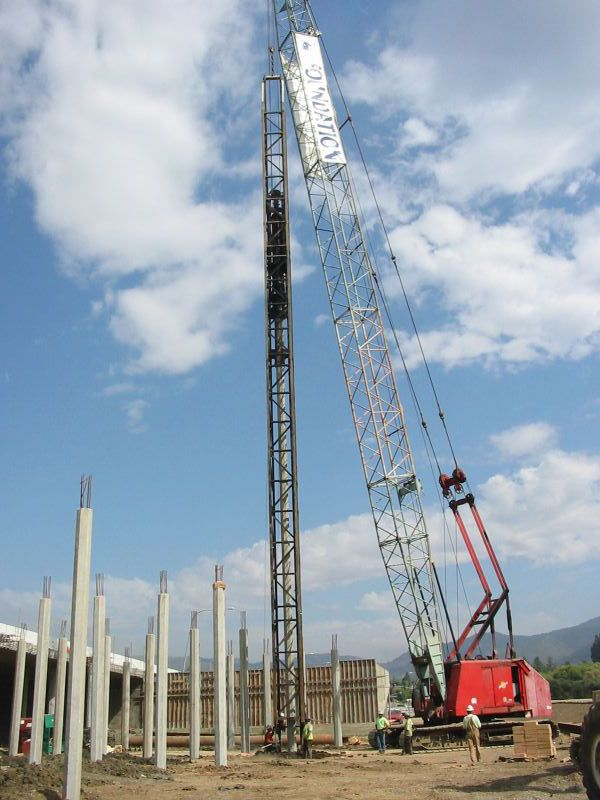
Pilotaje de un puente con un sistema moderno de hincado.

El equipo de hincado mediante un actuador hidráulico instala pilotes utilizando pistones hidráulicos para hincar los pilotes en el suelo. Se prefiere este sistema cuando la vibración es una preocupación. Hay accesorios que pueden adaptarse a los equipos de hincado de pilotes convencionales para hincar 2 pares de pilotes tipo mamparas simultáneamente. Otros tipos de equipos de hincado actuados hidraulicamente se colocan sobre pilotes tipo mamparas existentes y se agarran a pilotes previamente hincados. Este sistema permite utilizar una mayor fuerza de presión y extracción ya que se desarrolla más fuerza de reacción. Las máquinas basadas en reacción operan a solo 69 dB de vibración a una distancia 7 m, lo que permite la instalación y extracción de pilotes en las proximidades de áreas sensibles donde los métodos tradicionales pueden amenazar la estabilidad de las estructuras existentes.
Este tipo de equipos y métodos se utilizaron en partes del sistema de drenaje interno en el área de Nueva Orleans después del Huracán Katrina, así como en proyectos donde el ruido, la vibración y el acceso son una preocupación.

### Hincador de pilotes/extractor vibratorio

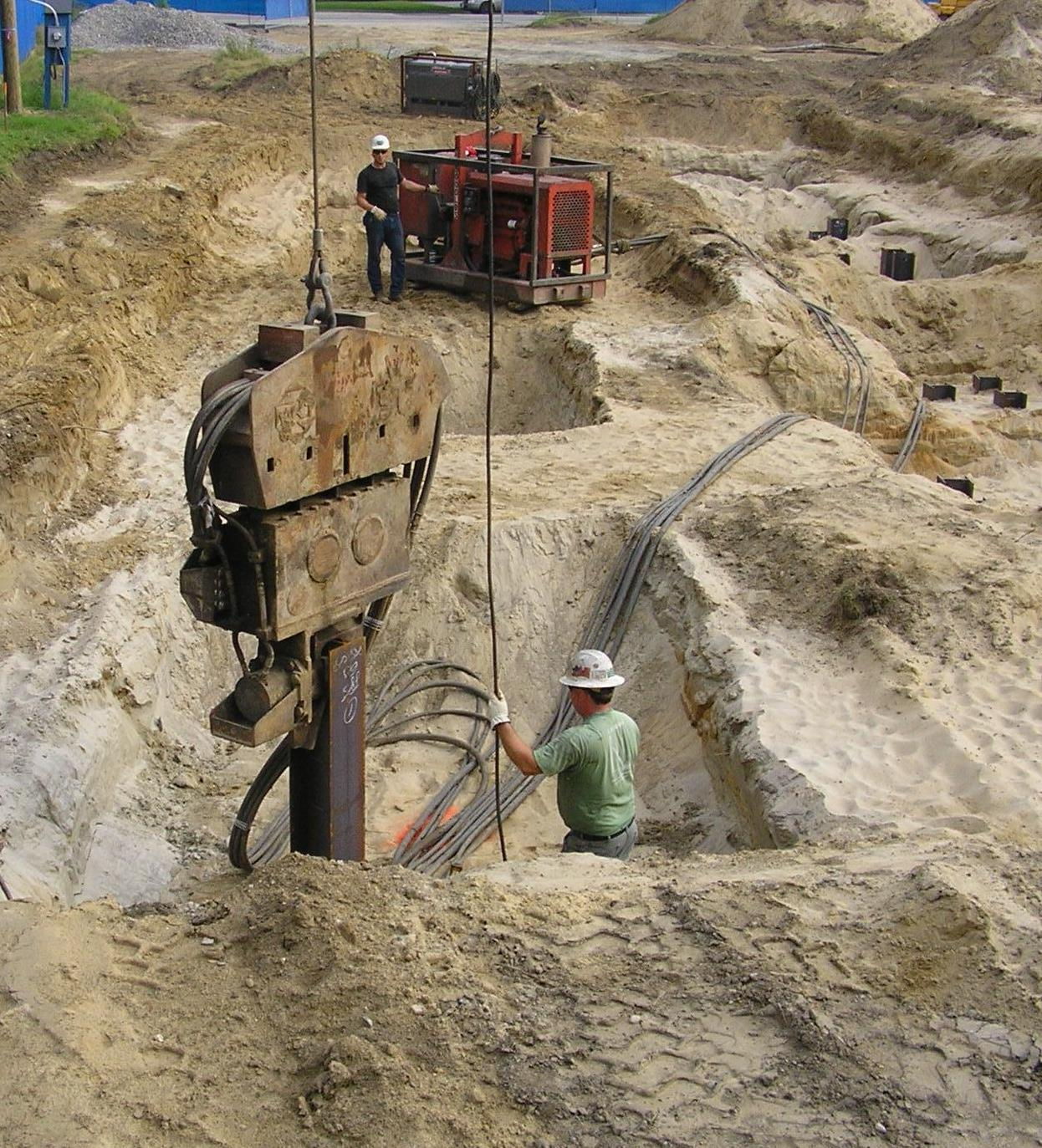
Un hincador de pilotes vibratorio sobre un pilote en H de acero impulsado por un motor diésel.

Los hincadores de pilotes vibratorios para pilotes contienen un sistema de pesos excéntricos contrarrotantes, accionados por motores hidráulicos, y diseñados para que las vibraciones horizontales se cancelen, mientras que las verticales se transmiten al pilote. La máquina hincadora de pilotes se coloca sobre el pilote con una excavadora o grúa, y se fija al pilote mediante una abrazadera y/o pernos. Los hincadores de pilotes vibratorios pueden clavar o extraer una pila. La extracción se usa comúnmente para recuperar pilotes de acero "H" usados en el apuntalamiento de cimientos temporales. El fluido hidráulico se suministra al conductor mediante una bomba impulsada por un motor diésel montada en un remolque o furgoneta y conectada a la cabeza del conductor mediante mangueras. Cuando el martinete está conectado a una Dragalinarexcavadora de dragalinas, es impulsado por el motor diésel de la excavadora. Los hincadores de pilotes vibratorios a menudo se eligen para mitigar el ruido, como cuando la construcción está cerca de residencias o edificios de oficinas, o cuando no hay suficiente espacio libre vertical para permitir el uso de un hincador de pilotes convencional (por ejemplo, al instalar pilotes adicionales en una columna de puente o zapata de contrafuerte). Los hincaodores  de pilotes están disponibles con diferentes velocidades de vibración, que van desde 1200 vibraciones por minuto hasta 2400 VPM. La tasa de vibración elegida está influenciada por las condiciones del suelo y otros factores, como los requisitos de energía y el costo del equipo.

### Plataforma de pilotado

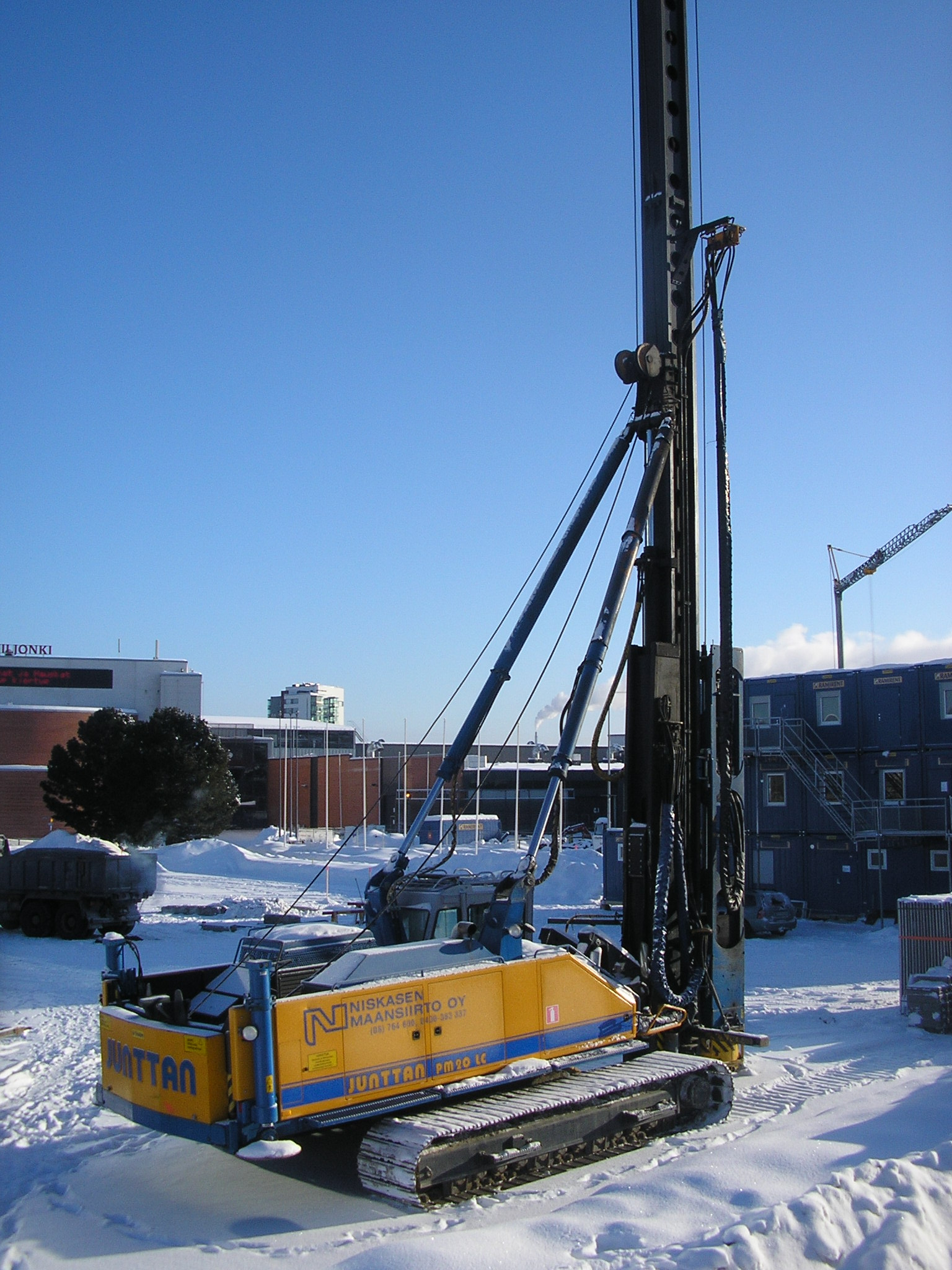
Un equipo de hincado de pilotes construido especialmente por Junttan en Jyväskylä, Finlandia.

Una plataforma de pilotado se utiliza en proyectos de cimentación que requieren perforar en suelos arenosos, arcilla, arcilla limosa y entornos similares. Estos equipos pueden equiparse con un tornillo corto (para suelo seco), un cucharón giratorio (para suelo húmedo) o una perforadora de núcleo (para roca), junto con otras opciones. Vías rápidas, puentes, edificios industriales y civiles, muros de diafragma, proyectos de conservación de agua y protección de taludes son todos proyectos que pueden requerir equipos de pilotaje.

## Efectos ambientales (hincador de pilotes en alta mar)
La presión sonora bajo el agua causada por el hincado de pilotes puede ser perjudicial para los peces cercanos. Las agencias reguladoras estatales y locales manejan los problemas ambientales asociados con el hincador de pilotes. El límite de ruido es 160 dB SEL a 750 m. Los métodos de mitigación incluyen cortinas de burbujas, globos, martillos de ariete de combustión interna, etc.